# 5326 Вітторіосакко
(5326) 1988 RT6 (1988 RT6, 1971 HV, 1979 HT5) — астероїд головного поясу, відкритий 8 вересня 1988 року.
Тіссеранів параметр щодо Юпітера — 3,387.